# Tiếng Pháp Louisiana

Tất cả các phương ngữ tiếng Pháp ở Louisiana theo điều tra dân số năm 2015, bao gồm cả tiếng Pháp Louisiana. Các giáo xứ được đánh dấu màu vàng là những giáo xứ có 4-10%, màu da cam 10%-15% và màu đỏ 15-20% dân số nói tiếng Pháp tại nhà

Tiếng Pháp Louisiana (tiếng Pháp: français de la Louisiane; tiếng Pháp Creole Louisiana: françé la lwizyàn) đề cập đến nhóm phương ngữ tiếng Pháp được nói theo truyền thống ở thuộc địa Hạ Louisiana. Cho đến ngày nay, tiếng Pháp Louisiana chủ yếu được sử dụng ở tiểu bang Louisiana của Hoa Kỳ, đặc biệt là tại các giáo xứ phía nam, mặc dù các nhóm thiểu số đáng kể cũng tồn tại ở đông nam Texas. Trong nhiều thế kỷ, ngôn ngữ này đã kết hợp một số từ có nguồn gốc châu Phi, Tây Ban Nha, châu Mỹ bản địa và tiếng Anh, đôi khi mang lại cho nó những đặc điểm ngôn ngữ chỉ có ở Louisiana, tiếng Pháp Louisiana khác với các phương ngữ tiếng Pháp được nói ở các khu vực khác ở các mức độ khác nhau, nhưng tiếng Pháp Louisiana có thể thông hiểu lẫn nhau với tất cả các phương ngữ khác và đặc biệt với các phương ngữ của Missouri, New England, Canada và tiếng Pháp tây bắc. Có một quan niệm sai lầm rằng không ai ở Louisiana nói hoặc viết tiếng Pháp chuẩn. Số liệu từ điều tra dân số Hoa Kỳ ghi nhận rằng khoảng 3,5% người Louisiana trên 5 tuổi được ghi nhận nói tiếng Pháp hoặc một loại creole dựa trên tiếng Pháp. Phân bố người nói là không đồng đều, tuy nhiên, với phần lớn cư trú ở khu vực trung nam được gọi là Acadiana. Một số giáo xứ Acadiana có dân số nói tiếng Pháp từ 10% trở lên, với một số ít được chọn (như Vermgroup, Evangeline và St. Martin) vượt quá 15%.
Ngôn ngữ được sử dụng bởi các dòng dân tộc và chủng tộc những người xác định là người Cajun hoặc người Creole Louisiana cũng như Chitimacha, Houma, Biloxi, Tunica, Choctaw, Acadia và Pháp. Vì những lý do này, cũng như ảnh hưởng tương đối nhỏ của tiếng Pháp Acadia đối với ngôn ngữ, nhãn tiếng Pháp Louisiana hoặc tiếng Pháp khu vực Louisiana thường được coi là chính xác và bao hàm hơn "tiếng Pháp Cajun" và được các nhà ngôn ngữ học và nhà nhân loại học ưa dùng. Tuy nhiên, "Tiếng Pháp Cajun" thường được sử dụng trong cuộc đàm thoại giáo dân và cư dân khác của Louisiana.

## Lịch sử
Người Pháp bắt đầu chiếm Louisiana trong thế kỷ 18. Hầu hết những người thực dân này đến từ tỉnh Île-de-France. Năm 1755, 75% dân số Acadia sống ở Canada đã bị người Anh trục xuất. Sự kiện này được gọi là "Sự trục xuất lớn" (theo tiếng Pháp, le Grand Dérangement). Từ năm 1765 đến 1785, nhiều người lưu vong đã chuyển đến Louisiana, thiết lập văn hóa và ngôn ngữ của họ ở đó. Họ được gọi là người Cajun.
Người Pháp tiếp tục di cư đến Louisiana cho đến thế kỷ 19. Nhóm người nhập cư Pháp ngữ này liên kết với hậu duệ của người Pháp được thành lập trước đây trong khu vực là kết quả của sự trục xuất lớn, tạo ra sự hợp nhất phương ngữ, văn hóa và truyền thống mà phương ngữ Cajun hiện tại của tiếng Pháp nổi lên như là sản phẩm cuối cùng. Sau nhiều năm, phương ngữ Cajun được xác lập như ngôn ngữ của nhiều giáo xứ (tên gọi cho các khu vực pháp lý tương đương với các quận tại hầu hết các bang Bắc Mỹ) của Louisiana. Phương ngữ này không chỉ được nói bởi người Cajun, mà còn bởi các nhóm dân tộc khác.

## Ngữ pháp
Mặc dù có nhiều thời gian để tiếng Pháp Louisiana phân kỳ, cốt lõi ngữ pháp cơ bản của ngôn ngữ vẫn tương tự hoặc giống với tiếng Pháp chuẩn. Mặc dù vậy, có thể dự đoán rằng ngôn ngữ sẽ bắt đầu phân kỳ do ảnh hưởng khác nhau của các ngôn ngữ lân cận, thay đổi nhân khẩu học bằng tiếng Pháp và cơ hội giáo dục không ổn định. Hơn nữa, tiếng Pháp Louisiana thiếu cơ quan quản lý chính thức không giống như tiếng Pháp chuẩn hoặc tiếng Pháp Quebec để tham gia chuẩn hóa ngôn ngữ.